# Kilbati
Kilbati, precedentemente denominata Zona 2, è una delle zone amministrative in cui è suddivisa la Regione degli Afar in Etiopia.

## Woreda
La zona è composta da 9 woreda:
- Abaala
- Abaala town
- Afdera
- Berahile
- Bidu
- Dalol
- Erebti
- Kunneba
- Megale